# Distretto di Xingbin
Il distretto di Xingbin (兴宾区S, Xīngbīn QūP) è un distretto della Cina, situato nella regione autonoma di Guangxi e amministrato dalla prefettura di Laibin.